# Транкинговая система

Транкинговая система с центральным управлением, использующая управляющий канал (на рисунке). Другой тип — транкинговая система на основе сканирования — не имеет управляющего канала (не показан)

Тра́нкинговые систе́мы (англ. trunking — объединение в пучок) — радиально-зоновые системы связи, осуществляющие автоматическое распределение каналов связи между абонентами. Под термином «транкинг» понимается метод доступа абонентов к общему выделенному пучку каналов, при котором свободный канал выделяется абоненту на время сеанса связи.
Включают наземную инфраструктуру (стационарное оборудование) и абонентские станции. Основным элементом наземной инфраструктуры сети транкинговой радиосвязи является базовая станция (БС), включающая несколько ретрансляторов с соответствующим антенным оборудованием и контроллер (в некоторых системах (NXDN) функцию контроллера выполняет один из ретрансляторов БС), который управляет работой БС, коммутирует каналы ретрансляторов, обеспечивает выход на телефонную сеть общего пользования (ТфОП) или другую сеть фиксированной связи. Сеть транкинговой радиосвязи может содержать одну БС (однозоновая сеть) или несколько базовых станций (многозоновая сеть). Многозоновая сеть обычно содержит соединённый со всеми БС по выделенным линиям межзональный коммутатор, который обрабатывает все виды межзональных вызовов.
Современные транкинговые системы, как правило, обеспечивают различные типы вызова (групповой, индивидуальный, широковещательный), допускают приоритетные вызовы, обеспечивают возможность передачи данных и режим прямой связи между абонентскими станциями (без использования канала БС).

## Классификация
По способу передачи голосовых сообщений:
- аналоговые (SmarTrunk II, Smartlink, EDACS, LTR, MPT 1327)
- цифровые (EDACS, APCO-25, NXDN, TETRA, TETRAPOL)

По организации доступа к системе:
- без канала управления (SmarTrunk II)
- с распределенным каналом управления (LTR, NXDN, Smartlink)
- с выделенным каналом управления (MPT 1327)

По способу удержания канала:
- с удержанием канала на весь сеанс переговоров (SmarTrunk II, NXDN, MPT 1327)
- с удержанием канала на время одной передачи (LTR, Smartlink)

По конфигурации радиосети:
- однозоновые системы (SmarTrunk I)
- многозоновые системы (MPT 1327, LTR, Smartlink, NXDN, TETRA, APCO-25, EDACS, TETRAPOL)

По способу организации радиоканала:
- полудуплексные (SmarTrunk II, MPT 1327, LTR, Smartlink, NXDN, TETRA, APCO-25, TETRAPOL)
- дуплексные (TETRA, APCO-25, TETRAPOL)